# Bürgermeisterei Merscheid
Die Bürgermeisterei Merscheid war im 19. Jahrhundert eine Bürgermeisterei im Landkreis Solingen der preußischen Rheinprovinz. Sie ging aus dem unteren Kirchspiel Wald des mittelalterlichen Amtes Solingen hervor, das 1806 unter den Franzosen aufgelöst wurde und in eigenständige Kantone und Mairies unterteilt wurde. Unter Preußen wurde die Mairie Merscheid in die Bürgermeisterei Merscheid umgewandelt. 1856 wurde sie zur Stadt erhoben und 1891 in Ohligs umbenannt. Das Gebiet der ehemaligen Bürgermeisterei ist heute Teil der bergischen Großstadt Solingen und erstreckt sich auf die Stadtteile Merscheid und Ohligs sowie Teile von Wald und Aufderhöhe.

## Hintergrund und Geschichte

### Vorgeschichte und Gründung der Mairie
Das Herzogtum Berg gehörte zuletzt aufgrund von Erbfällen zum Besitz Königs Maximilian I. Joseph von Bayern. Am 15. März 1806 trat er das Herzogtum an Napoleon Bonaparte im Tausch gegen das Fürstentum Ansbach ab. Dieser übereignete das Herzogtum an seinen Schwager Joachim Murat, der es am 24. April 1806 zusammen mit den rechtsrheinischen Grafschaften Mark, Dortmund, Limburg, dem nördlichen Teil des Fürstentums Münster und weiteren Territorien zu dem Großherzogtum Berg vereinte.
Bald nach der Übernahme begann die französische Verwaltung im Großherzogtum neue und moderne Verwaltungsstrukturen nach französischem Vorbild einzuführen. Bis zum 3. August 1806 ersetzte und vereinheitlichte diese Kommunalreform die alten bergischen Ämter und Herrschaften. Sie sah die Schaffung von Départements, Arrondissements, Kantone und Munizipalitäten (ab Ende 1808 Mairies genannt) vor und brach mit den alten Adelsvorrechten in der Kommunalverwaltung. Am 14. November 1808 war dieser Prozess nach einer Neuordnung der ersten Strukturierung von 1806 abgeschlossen. In dieser Zeit wurde die Munizipalität bzw. Maire Merscheid als Teil des Kanton Solingen im Arrondissement Elberfeld geschaffen.
Das Gebiet der neu geschaffenen Mairie Merscheid, das nach Merscheid als größtes Dorf in dem Gebiet benannt wurde, umfasste das Gebiet der mittelalterlichen Honschaft Schnittert, sowie Teile der mittelalterlichen Honschaften Barl, Bavert und Limminghoven im unteren Kirchspiel Wald.:1 Es wurden jedoch vor 1808 Grenzkorrekturen vorgenommen und das Gemeindegebiet statt der vier in drei Honschaften unterteilt. Während als Grenze des Kirchspiels Wald zuvor der Nacker Bach diente, wurde durch eine Grenzbereinigung vor 1808 die Löhdorf-Mangenberger Straße als neue Grenze festgelegt. So gelangten die zuvor zur Honschaft Barl gehörenden Orte Brücke, Delle, Aufderhöhe, Hensberg und Steinendorf an die Mairie Höhscheid. Löhdorf, Jammertal und Straßen wurden in einen Merscheider und einen Höhscheider Teil aufgeteilt. Da Hackhausen an Höhscheid fiel, verlief die Grenze zwischen beiden Gemeinden entlang der Nußbaumstraße und ab der heutigen Bahnstrecke nach Norden.:45ff.Als Ausgleich für die Abtretung der Höfe erhielt Merscheid von Wald das Dreieck zwischen Weyerstraße, Locher Straße und Lochbach im Nordosten der neuen Mairie. Im Gegenzug erhielt Wald aus der aufgelösten Honschaft Bavert die Orte Krausen, Am Friesenhäusgen und aufm Rolsberg. Der Rest der zur Honschaft Bavert gehörenden Orte wurde der Honschaft Schnittert zugeschlagen. Die Gebiete der aufgelösten Honschaft Limminghoven fielen der Honschaft Barl zu.:45ff.

Die Grenzen von 1808–1888 der sieben ehemaligen Städte auf dem Gebiet der heutigen Stadt Solingen; die Bürgermeisterei Merscheid wird bereits als Ohligs bezeichnet.

So wurde das Gemeindegebiet der neuen Mairie Merscheid im Jahr 1808 gebildet aus::45ff.
- dem neu zugeschnittenen Gebiet der Honschaft Schnittert im Nordwesten von Hassels(heide) bis Häuschen
- dem neu zugeschnittenen Gebiet der Honschaft Barl im Südosten von Aufderbech bis Bäckershof sowie
- dem dazwischen liegenden Bereich von Piepers bis Capelle, der der neu gegründeten Honschaft Merscheid zufiel.

Das Gemeindegebiet hatte eine Größe von 1.648,85 Hektar.:47

### Umwandlung in eine Bürgermeisterei, Stadterhebung
1813 zogen die Franzosen nach der Niederlage in der Völkerschlacht bei Leipzig aus dem Großherzogtum ab und es fiel ab Ende 1813 unter die provisorische Verwaltung durch Preußen im sogenannten Generalgouvernement Berg, die es 1815 durch die Beschlüsse des Wiener Kongress endgültig zugesprochen bekamen. Mit Bildung der preußischen Provinz Jülich-Kleve-Berg 1816 wurden die vorhandenen Verwaltungsstrukturen im Großen und Ganzen zunächst beibehalten und unter Beibehaltung der französischen Grenzziehungen in preußische Landkreise, Bürgermeistereien und Gemeinden umgewandelt, die häufig bis in das 20. Jahrhundert Bestand hatten. Der Kanton Solingen wurde zum Kreis Solingen, die Maire Merscheid zur Bürgermeisterei Merscheid.
Zu den Wohnplätzen, Höfen und Ortschaften der Bürgermeisterei gehörten laut der Statistik im Jahre 1832 (zeitgenössische Schreibweise):
- Honschaft Schnittert: Hassels, Baurmannsheid, Pannenschoppen, Dunkelsberg, Honigsheide, Braband, Potzhof, Diepenbruch, Klein-Holland, Kalferstert, Trotzhilden, Maubeshaus, Blech, Broßhaus, Broßmühle, Neuenhaus, Kottendorf, Keusenhof, Schnittert, Kuckesberg, Maubes, Wilzhaus, Caspersbruch, Minhof, Garzenhaus, Unten Itter, Baverts und Häusgen.
- Honschaft Barl: Backershof, Lemminghofen, Zur Scheuern, Wardt, Hübben, Dahl, Dahlerhammer, Oben Mankhaus, Unten Mankhaus, Scharrenberg, Scharrenbergermühle, Alten Ufer, Neuen Ufer, Barl, Wiefeldick, Börkhaus, Löhdorf, Höh, Siebels, Neu Löhdorf, Jammertal, Greul, Straßen, Schorberg, Junkernhäuschen, Hülsen, Riefnacken, Heiperz und Auf der Bech.
- Honschaft Merscheid: Capelle, Rosenkamp, Loch, Tiefendick, Passenbusch, Scheuer, Weyer, Beck, Merscheid, Weckshäusgen, Schwarzenhäusgen, Fürk, Linden, Fürker Irlen, Anker, Wanenkamp, Siebelskamp, Scharrenbergerheide, Posheide, Posheider Mühle, Deusberg, Engelsberg, Schleifersberg, Suppenheide, Kullen, Kempadt, Heiligenstock, Aufm Scheidt, Hüttenhaus, Nassenweg, Klein Ohligs, Bockstieg, Zum Scheidt, Ohligs und Piepers.

Die alten Honschaften traten im Bürgermeistereigebiet ab den 1830er Jahren zunehmend in den Hintergrund und die gesamte Gemeindefläche wurde in die Flure I. Richrather Mark, II. Kovelenberger Heide, III. Ohligs, IV. Bavert, V. Merscheid, VI. Poschheide, VII. Mankhaus und VIII. Wieveldick unterteilt.
Am 4. September 1856 erhielt Merscheid aufgrund der in jenem Jahr in Kraft getretenen neuen Rheinischen Städteordnung das Stadtrecht, die Honschaften wurden in das Stadtgebiet eingegliedert. Im Jahre 1867 erhielt die Stadt Merscheid durch den Bahnhof bei Hüttenhaus Anschluss an das Eisenbahnnetz. Infolgedessen verlagerte sich der Siedlungsschwerpunkt in Richtung Ohligs und die Stadt Merscheid wurde am 11. August 1891 in Ohligs umbenannt. Zum 30. August 1893 wurde die Gebietsänderung mit der Gemeinde Wald wieder rückgängig gemacht, als das Dreieck zwischen Weyerstraße, Locher Straße und Lochbach wieder der Stadt Wald zugeschlagen wurde. Dadurch reduzierte sich die Größe des Gemeindegebiets auf 1.609 Hektar.:47
Mit Wirkung zum 1. August 1929 wurde die aus der Bürgermeisterei Merscheid hervorgegangene Stadt Ohligs in die Stadt Solingen eingemeindet.